# Open Your Heart
Open Your Heart ist ein Popsong der US-amerikanischen Sängerin und Songschreiberin Madonna.
Er wurde am 12. November 1986 als vierte Singleauskopplung aus ihrem dritten Studioalbum True Blue (Sire Records) veröffentlicht. Außerdem erschienen Remixversionen des Liedes auf ihren Greatest-Hits-Alben The Immaculate Collection (1990) und Celebration (2009). Ursprünglich als Rock-’n’-Roll-Song geschrieben, wurde er von Madonna zu einem Dance-Pop-Song verändert. Textlich ist Open Your Heart ein Liebeslied, das von den unschuldigen Gefühlen eines jungen Mädchens für ihren Geliebten handelt.
Das Lied wurde von Kritikern gelobt und war weltweit ein kommerzieller Erfolg. In den USA erreichte es im Frühjahr 1987 Platz eins, wodurch es Madonnas fünfte Billboard-Hot-100-Nummer-eins-Single wurde. Das Musikvideo nähert sich dem Song jedoch auf eine andere Weise. Madonna spielt eine exotische Tänzerin in einem Peepshow-Club, befreundet sich mit einem kleinen Jungen und entschwindet dann lachend mit ihm. Der Besuch eines Kindes in einen Strip-Club wurde von Kritikern negativ kommentiert. Das Video war eine Hommage an die Schauspielerinnen Liza Minnelli und Marlene Dietrich.
Das Lied wurde von Madonna auf zwei ihrer Welttourneen aufgeführt – 1987 auf der Who’s That Girl World Tour und 1990 auf der Blond Ambition World Tour, wo Madonna während des Lieds einen übergroßen BH trug. Open Your Heart wurde von vielen Künstlern gecovert und erschien im Britney-Spears-Film, Crossroads (2002).

## Hintergrund und Entstehung
Open Your Heart war ursprünglich ein von den Songwritern Gardner Cole und Peter Rafelson geschriebener Rock-’n’-Roll-Song mit dem Titel Follow Your Heart, geschrieben für die Sängerin Cyndi Lauper, die es jedoch nie einspielte. The Temptations wollten das Lied ebenfalls aufnehmen, aber nachdem Madonna es aufgenommen hatte, änderten sie ihre Meinung. Der ursprüngliche Titel wurde von einem lokalen Restaurant namens Follow Your Heart in Canoga Park, Los Angeles, Kalifornien übernommen. In Fred Bronsons Buch The Billboard Book of Number 1 Hits erläutert Cole:

“Peter and I usually write very quickly. It’s usually a day or two a song, but for some reason this didn’t really hit us as a hit song. We didn’t give up on it. We just kept working on it over the course of a year. Thank God we did. […] It was the first song that was cut on the True Blue album. It made me nervous as a writer, because a lot of times the very first song that gets cut doesn’t make it in the long run. But the song ended up making the album, which really opened up a lot of doors for me”

„Peter und ich schreiben in der Regel sehr schnell. Es dauert in der Regel einen Tag oder zwei, wenn wir einen Song schreiben, aber aus irgendeinem Grund traf uns der Text nicht als Hit zu. Wir gaben aber nicht auf. Wir arbeiteten im Laufe des Jahres weiter am Song. Wir danken Gott, das wir es getan haben. […] Es war das erste Lied, das auf das Album True Blue genommen wurde. Es machte mich als Songwriter nervös, weil eine Menge Verantwortung auf mir lag. Aber nachdem das Lied positiv aufgenommen wurde, durften wir noch an weiteren Liedern für das Album schreiben, so dass sich für mich viele Türen geöffnet haben.“

Coles Manager Bennett Freed arbeitete mit Madonnas Management zusammen. Sie waren auf der Suche nach neuem Material für das nächste Madonna-Album. Drei Lieder von Cole kamen in die engere Auswahl, einschließlich Open Your Heart. Obwohl Open Your Heart nicht genau zu Madonnas damaligem Musikstil passte, akzeptierten sie es dennoch. Madonna nahm Open Your Heart auf und veränderte den Liedtext so, dass sie auf der Platte und der Single als Ko-Songwriter aufgeführt wurde. Zusammen mit Patrick Leonard fügte sie eine Bassline zum Lied hinzu, so dass das Lied eher an ein Rock-Dance-Lied als an das ursprüngliche Rock-Lied erinnerte. Das Lied war das erste, das Ende 1985 für das Album True Blue aufgenommen wurde und schaffte es auch auf das Album.

## Musik und Inhalt
Das Lied hat eine kontinuierliche mit Perkussion gefüllte Struktur und einen Chor, welcher so wie Belinda Carlisle klänge, so Autor Rikky Rooksby in seinem Buch The Complete Guide to Music von Madonna. Inhaltlich ist Open Your Heart ein einfaches Liebeslied. Das Lied spricht ernsthaft über die unschuldigen Vorstellungen und Gefühle, wenn ein Junge ein Mädchen trifft. Nach Professor Mavis Tsai ist die Phrase Open Your Heart als eine Metapher für den Akt des Seins zu verstehen, die das Verhalten an der Entwicklung einer intimen oder engen Beziehung entspricht. Die folgenden Zeilen im Lied, „Open Your Heart, I’ll make you love me / It’s not that hard, if you just turn the key“ lassen diese Metapher anschaulich illustrieren. Das Konzept des Liedes zeigt Madonna als Opfer der Liebe. Durch den Text bringt Madonna ihre sexuellen Wünsche für ihren Mann in eine direktere Position zum Ausdruck, so laut Autor Santiago Fouz-Hernández in der Zeile, „If you gave me half a chance you’d see / My desire burning inside of me.“

## Covergestaltung
Auf dem Coverbild zur Single Open Your Heart sieht man Madonnas Gesicht im Profil, sie trägt eine schwarze Perücke und zeigt mit ihren Kopf eine elegante Pose. Im Hintergrund ist es dunkel, ihr Gesicht wird mit blauem Licht beleuchtet. Das Coverbild wurde von Herb Ritts geschossen. Ganz links steht senkrecht Madonna geschrieben, während man den Titel des Liedes Open Your Heart im unteren Teil wieder waagerecht lesen kann.

## Musikvideo
Das Musikvideo wurde im Echo Park in Los Angeles, Kalifornien gedreht. Madonna porträtiert eine exotische Tänzerin. Ein kleiner Junge, gespielt von Kinder-Model Felix Howard, freundet sich mit Madonna an. Dieses Video sollte ursprünglich von Madonnas Ehemann Sean Penn gedreht werden, aber am Ende drehte dann Jean-Baptiste Mondino, der auch Madonnas Videos für Justify My Love (1990), Human Nature (1995), Love Don’t Live Here Anymore (1996), Don’t Tell Me (2000) und Hollywood (2003) drehte. Das Video wurde im Juli 1986 gedreht und wurde im Dezember 1986 veröffentlicht. Es wurde von David Naylor produziert. Das Video wurde bei den MTV Video Music Awards 1987 für drei Awards nominiert. In der best female video-Kategorie verlor Open Your Heart gegen ein anderes Madonna-Video, nämlich Papa Don’t Preach.
Das Musikvideo präsentiert eine frühere Version von Madonnas Träumereien über ihr italienisch-amerikanisches Erbe, Fokus und Theologie, welche sie schon 1987 auf ihrer Who’s, That Girl World Tour vorstellte. Das Video behandelt eine filmische Peep Show und Voyeurismus, die Madonna als Stripperin porträtiert zeigt. Es beginnt mit einem kleinen Jungen, der versucht, in die Peep Show zu gehen, wird aber von einem alten Mann beim Ticketstand außerhalb abgewiesen. Im Club beginnt Madonna das Lied in der Mitte einer Drehbühne zu singen, welche sich immer im Kreis dreht, damit Madonna ihre Blicke auf die Besucher werfen kann, die sicher in ihren Kabinen sitzen. Madonna ist mit einem schwarzen Bustier, Spike Heels, Netzstrümpfen und eine schwarze Perücke bekleidet, die sie anschließend entfernt, um ihren schlanken Körper zu offenbaren. Die Beleuchtung ist bläulich und dunkel.
Ihr Blick ähnle in einer Mischung den Schauspielerinnen Marlene Dietrich im Film Der blaue Engel sowie Liza Minnelli als Zeichen Sally Bowles im Bob-Fosse-Musical-Film Cabaret. Das Tanzen ist eher zurückhaltend, Madonna tanzt mit einem einsamen Stuhl. An einem Punkt im ersten Segment des Videos tanzt Madonna, aber die Kamera bleibt statisch und die Bewegungen des Tanzes sind innerhalb des kleinen Bereichs der Kamera beschränkt. Genauso wie sich die Spalten in den Besucher-Ständen öffnen und schließen. In der Kameraperspektive sieht man Madonna nur für einen bestimmten Zeitpunkt tanzen, danach wird die Linse der Kamera durch eine Spalte geschlossen. Draußen sind Bilder von Madonna ausgestellt und der kleine Junge schaut nur noch verwirrt auf die Madonna-Bilder. Es gibt in den Ständen vier andre Besucher, die öfters im Video gezeigt werden. An einer Stelle des Videos nimmt Madonna ihre Handschuhe ab, wie Rita Hayworth bei Gilda.
Das Video ähnelt inhaltlich Mötley Crües Video für die Single Girls, Girls, Girls. Aber im Gegensatz dazu erzählt dieses Video die Geschichte aus Madonnas Sichtweise. Sie sieht nach unten in die Kabinen, um Blickkontakt mit den Männern zu haben, aber sie sind nicht in der Lage zu erwidern. Sie sieht auch vermehrt in die Kamera, schaut mit ihren Augen den Betrachter an und stellt so eine Verbindung her. Mit diesen Szenen porträtiert Madonna ihre Kraft über die Männer und die Fähigkeit, sie zu verfolgen.
Madonna repräsentiert eine durchsetzungsfähige Frau, die auf der Suche nach einem Liebhaber ist, der sie als Mensch akzeptieren kann. Autor Bruce Forbes stellt fest, dass die Männer in den Kabinen von ihr als unwürdig erwiesen sind und es ein Unterton von Spott gibt, wenn Madonna ihnen ihre Adressen gibt und die Besucher als „Baby“ bezeichnet. Am Ende des Videos werden die Männer isoliert und traurig sehen sie, wie sich die Klappen schließen. Schließlich kommt Madonna aus dem Theater und gibt den Jungen einen schnellen Kuss auf den Lippen. Beide sind in lockere graue Anzügen bekleidet, die Madonna ein androgynes Aussehen verleiht. Sie entfernen sich spielerisch vom Nachtclub, während die Sonne aufgeht. Der Besitzer des Nachtclubs verfolgt beide. Diese Schlussszene erinnert an Charles Chaplin und Jack Coogan in The Kid der alte Chef verfolgt sie und schreit „Komm zurück, Komm zurück, wir brauchen dich noch“ in Italienisch. Die Spannung zwischen den visuellen und den musikalischen Dimensionen des Videos ist äußerst beunruhigend, so laut Autor Nicholas B. Dirks. Nur, wenn Madonna aus dem Club verschwindet und vor ihrem patriarchalischen Chef mit dem Jungen abhaut, sind Musik und das Video vergleichbar.
Rezeption
Die feministische Schriftstellerin Susan Bordo gab dem Video eine negative Rezension und sagte, dass die schielenden und pathetischen Männer in den Kabinen und Madonnas Flucht mit dem Jungen zu „zynisch und mechanisch ist, für das, was vielleicht Pornographie ist“. MTV musste lange mit den Produzenten von Warner sprechen, bis sie das Musikvideo ausstrahlen durften. Jedoch schrieb Kritikerin Mary Harron in ihrem Buch McRock: Pop als Ware, dass die zugrunde liegende Botschaft im Video jene sei, dass, obwohl Madonna Sexualität verkauft, sie frei ist. Es gibt keine offenkundige Darstellung, außer der Freundschaft mit dem Jungen. Wäre sie mit einem Mann geflüchtet, dann wäre ihre sexuelle Wahrnehmung zu stark geworden. Dies scheint laut Autor Richard Dienst eine Abkehr von den Erwachsenen, zugunsten der Kindheit, Androgynie, Authentizität und dem nomadischen Spiel zu sein. Das Video wurde auch für die Wiederbelebung und Neuerstellung des harten Glamour, der Studio-Ära der Hollywood-Stars gefeiert und auch für die Darstellung von Frauen als Sex-Symbol. Autor Donn Welton wies darauf hin, dass sich die übliche Power-Beziehung zwischen „voyeuristischen Männern“ durch die Darstellung der männlichen Gönner der Peep Show als höhnisch und pathetisch destabilisiert wird. Zur gleichen Zeit wird die Darstellung von Madonna als Porno-Queen durch die Flucht am Ende des Videos dekonstruiert.

## Liveauftritte

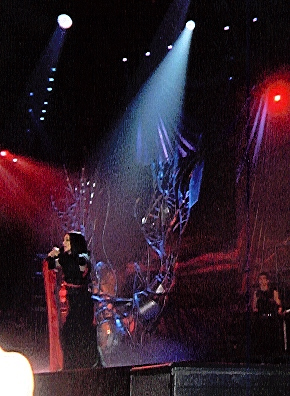
Madonna tritt mit Open Your Heart auf.

Open Your Heart wurde von Madonna auf zwei Tourneen gespielt – 1987 auf der Who’s That Girl World Tour und 1990 auf der Blond Ambition World Tour. Es diente als Eröffnungslied auf der Who’s That Girl-Tour 1987. Es begann mit dem damals jungen Tänzer Chris Finch, der Felix Howard aus dem Video imitierte. Howard bekam keine Lizenz für die Tour, daher übernahm Finch seine Rolle. Er wurde zu einem integralen Bestandteil der meisten Lieder, die auf der Tour vorgeführt wurden. Nach Finch kamen noch zwei andere Tänzer hinzu, bevor Madonna selbst auf die Bühne steigt. Sie trug während der Auftritte die gleichen schwarzen Spitzenkorsetts und Fishnets wie im Musikvideo. Zuerst singt sie das Lied allein, dann kommt Finch dazu und sie tanzen, solange bis das Lied endet. Zwei unterschiedliche Vorstellungen des Liedes auf der Tour können auf diesen Videos gefunden werden: Who’s That Girl – Live in Japan, gedreht in Tokio, Japan, Juni 1987 und Ciao, Italia! – Live aus Italien, gefilmt in Turin, Italien, 4. September, 1987.
Auf der Blond Ambition World Tour folgt als Eröffnungsnummer statt Open Your Heart das Lied Express Yourself. Dieses Mal ist dort kein kleiner Junge, sondern eine Hunky-Tänzerin. Zwei verschiedene Aufführungen wurden aufgezeichnet und auf Video veröffentlicht, die Blond Ambition – Japan Tour 90, in Yokohama, Japan, 27. April 1990 und die Live! – Blond Ambition World Tour 90, in Nizza, Frankreich, 5. August 1990.

## Mitwirkende
Folgende Personen trugen zur Entstehung des Liedes Open Your Heart bei.

### Musik
| - Gesang: Madonna - Backgroundgesang: Madonna - Schlagzeug: Jonathan Moffett - Gitarre: David Williams - Instrumente: David Williams, Jonathan Moffett, Patrick Leonard, Paulinho da Costa | - Bass: David Williams - Perkussion: Paulinho da Costa - Keyboard: Patrick Leonard - Klavier, Synthesizer: Patrick Leonard |

### Produktion
| - Ausführende Produzenten: Madonna, Stephen Bray, Patrick Leonard - Produktion: Madonna, Stephen Bray, Patrick Leonard - Songwriting: Madonna, Gardner Cole, Peter Rafelson |

### Visuelles
- Artwork, Fotografien: Herb Ritts

## Kritiken
Die Autorin Susan McClary in der Kultur/Power/Geschichte sagt zum Lied, dass es optimistischer als ihre vorherige Nummer-eins-Single Live to Tell ist und „das Spiel mit der Trennung in 'Open Your Heart' erstellt das Image von einem offenen Ende — eine erotische Energie, die kontinuierlich entweicht“. Autor Taraborrelli bezeichnete es als eines von Madonnas „ernsthaftesten“ Liedern und verglich es mit Aretha Franklins Respect sowie mit Barbra Streisands A House is Not a Home. Ihm zufolge war es „eine Melodie, die Menschen verstehen könnten und das ist es, was einen Pop-Song unvergesslich macht“. The-New-York-Times-Autor Stephen Holden verglich den Song mit den süßen Post-Motown-Valentine-Liedern. Houston-Chronicle-Autor Joey Guerra bezeichnete das Lied als „perfekt“ für den Dancefloor.
Stephen Thomas Erlewine von Allmusic bezeichnete es als perfekten Dance-Song mit vertieften Dance-Grooves. Slant Magazine bezeichnete das Lied als eines von Madonnas „glanzvollsten und magischsten“ Liedern.
Robert Christgau schrieb zum Lied: „Ich sage nicht, dass Ihr Flair glanzlos ist — die Großzügigkeit, die sie im unerschöpflichen Open Your Heart fordert ist keine Einbahnstraße.“

## Kommerzieller Erfolg

### Chartplatzierungen
Open Your Heart debütierte in der Woche zum 6. Dezember 1986 auf Platz 51 der US-Billboard Hot 100. Die Single stieg weiter nach oben und wurde anschließend am 7. Februar 1987 zu Madonnas fünfter Nummer-Eins-Single in den Billboard-Hot-100-Charts.
In Kanada debütierte das Lied am 13. Dezember 1986 auf Platz 83 und erreichte im Februar 1987 mit Platz 8 seine Höchstplatzierung.
International wurde es ein Top-Ten-Hit in mehreren europäischen Ländern, unter anderem Großbritannien, Italien, Irland, den Niederlanden, und Belgien.
In Großbritannien debütierte die Single in den britischen Single-Charts auf Platz #8 und erreichte anschließend seine Bestplatzierung mit Platz #4 in der Woche zum 13. Dezember 1986.
Chartplatzierungen
| ChartsChartplatzierungen       | Höchstplatzierung | Wochen |
| ------------------------------ | ----------------- | ------ |
| Deutschland (GfK)              | 17 (10 Wo.)       | 10     |
| Österreich (Ö3)                | 18 (10 Wo.)       | 10     |
| Schweiz (IFPI)                 | 11 (6 Wo.)        | 6      |
| Vereinigtes Königreich (OCC)   | 4 (9 Wo.)         | 9      |
| Vereinigte Staaten (Billboard) | 1 (18 Wo.)        | 18     |

### Auszeichnungen für Musikverkäufe
Die Single wurde am 1. Dezember 1986 von der British Phonographic Industry (BPI) mit Silber ausgezeichnet.
| Land/Region                  | Auszeichnungen für Musikverkäufe (Land/Region, Auszeichnung, Verkäufe) | Verkäufe |
| ---------------------------- | ---------------------------------------------------------------------- | -------- |
| Vereinigtes Königreich (BPI) | Silber                                                                 | 250.000  |
| Insgesamt                    | 1× Silber ·                                                            | 250.000  |

Hauptartikel: Madonna (Künstlerin)/Auszeichnungen für Musikverkäufe

## Coverversionen
Während die ursprüngliche Version in englischer Sprache aufgenommen wurde, entstand auch eine spanische Version des Liedes mit dem Titel Abre Tu Corazón, aufgenommen von der venezolanischen Rocksängerin Melissa (geboren in Peru, Melissa zog in jungen Jahren nach Venezuela). Ihre spanische Version veröffentlichte sie im März 1986 auf ihrem Album Melissa III. Madonna veröffentlichte das Lied erst auf ihrem Album True Blue drei Monate später, Melissas Abre Tu Corazón kann also als erste veröffentlichte Version von Open Your Heart gesehen werden, aber Madonnas ursprüngliche Version (für die sie die Songwriting-Rechte hat) wurde als erste und viel früher aufgenommen. Das Madonna Tributalbum Virgin Voices: A Tribute To Madonna, Vol. 2 enthält eine Coverversion der israelischen Sängerin Ofra Haza. Eine Eurodance Version des Liedes wurde von der Gruppe Mad’House für ihr Album Absolutely Mad aufgenommen. Eine hi-NRG Dance Version wurde von Who’s That Girl für das Album Exposed aufgenommen, wo es bei Almighty Records veröffentlicht wurde. Im Jahr 2004 enthielt das Album Platinum Blonde NRG, Vol. 2: Nrgised Madonna Classics eine hi-NRG Coverversion von In-Deep. Das Lied wurde 2002 im Film Crossroads als Titelmelodie gespielt. Britney Spears’ Charakter bewegt in einer Szene des Films seinen Mund zu Open Your Heart. In dieser Szene ist auch ein Madonna Poster zu sehen. Im Jahr 2010 wurde Open Your Heart in der Serie Glee in der Episode The Power of Madonna als Medley mit Borderline gecovert, von den Schauspielern Cory Monteith und Lea Michele. Eine weitere Coverversion erschien 2016 auf der Kompilation Imagica der kanadischen Band The Birthday Massacre.